# Henri Pinson
Pour les articles homonymes, voir Pinson (homonymie).
Henri Pinson, né à Bourges le 24 novembre 1885 et mort à Saint-Flour le 17 avril 1951, est un prélat français qui fut évêque de Saint-Flour de 1943 à 1951.

## Biographie
Henri Pinson poursuit ses études supérieures à l’Institut catholique de Paris où il obtient une licence en histoire et a pour condisciple le futur cardinal Liénart. Il est ordonné prêtre le 8 octobre 1911. Il prend part à la Grande Guerre en tant qu'infirmier. Ensuite, l'abbé Pinson est enseignant, puis directeur spirituel au séminaire des vocations tardives de Fontgombault. Il y enseigne les lettres et la musique et certains de ses élèves sont originaires du diocèse de Saint-Flour, notamment le futur historien et chanoine, Édouard Joubert.
En 1936, le chanoine Pinson est nommé curé de Vierzon, puis aumônier national de l’Action catholique des milieux indépendants, à une époque où Pie XI encourage les grands mouvements d'action catholique, face aux mouvements de masse qui agitent l'Europe. Il est nommé évêque de Saint-Flour, le 12 janvier 1943, en pleine occupation allemande. Il est sacré par le cardinal Liénart à la cathédrale de Bourges, le 18 mars 1943. Après la guerre, il s'efforce de promouvoir l'action catholique dans son diocèse, comme une entreprise de « revitalisation de la chrétienté et de conquête ». Il organise du 31 août au 2 septembre 1945 le premier congrès de pastorale liturgique, à propos du renouvellement de la messe dominicale en lien avec l'apostolat, prévoyant les orientations que l'Église allait prendre 20 ans plus tard. Comme il l'explique « la convergence de l'action catholique et la liturgie » doit être un ferment « pour rechristianiser le monde » et « organiser le peuple des enfants de Dieu ». Le cardinal Gerlier en est un des participants avec de nombreux ecclésiastiques. Henri Pinson meurt subitement le 17 avril 1951, après huit années d'épiscopat, et il est inhumé dans la cathédrale de Saint-Flour. François Marty lui succède.